# Expédition 20 (ISS)
Insigne de la mission
Équipage de l'expédition 20
Chronologie
Expédition 19 Expédition 21
Expédition 20 est la 20e expédition vers la Station spatiale internationale (ISS). C'est la première expédition avec un équipage permanent de six astronautes à bord de l'ISS.

## Équipage
| Fonction           | Première Partie (mai à juillet 2009)  | Seconde Partie (juillet à août 2009)  | Troisième Partie (août à octobre 2009) |
| ------------------ | ------------------------------------- | ------------------------------------- | -------------------------------------- |
| Commandant         | Gennady Padalka, RSA 3e vol spatial   | Gennady Padalka, RSA 3e vol spatial   | Gennady Padalka, RSA 3e vol spatial    |
| Ingénieur de vol 1 | Michael Barratt, NASA 1er vol spatial | Michael Barratt, NASA 1er vol spatial | Michael Barratt, NASA 1er vol spatial  |
| Ingénieur de vol 2 | Koichi Wakata, JAXA 3e vol spatial    | Timothy Kopra, NASA 1er vol spatial   | Nicole Stott, NASA 1er vol spatial     |
| Ingénieur de vol 3 | Frank De Winne, ESA 2e vol spatial    | Frank De Winne, ESA 2e vol spatial    | Frank De Winne, ESA 2e vol spatial     |
| Ingénieur de vol 4 | Roman Romanenko, RSA 1er vol spatial  | Roman Romanenko, RSA 1er vol spatial  | Roman Romanenko, RSA 1er vol spatial   |
| Ingénieur de vol 5 | Robert Thirsk, CSA 2e vol spatial     | Robert Thirsk, CSA 2e vol spatial     | Robert Thirsk, CSA 2e vol spatial      |

## Sorties extra-véhiculaires
| Mission | Astronautes | Début (UTC)       | Fin (UTC)         | Durée                  |
| ------- | --- | ----------------- | ----------------- | ---------------------- |
| EVA 1   | Gennady Padalka Michael R. Barratt | 5 juin 2009 7h52  | 5 juin 2009 12h46 | 4 heures et 54 minutes |
| EVA 1   | Préparation du module Zvezda en préparation de amarrage du Mini module de recherche 2. |                   |                   |                        |
| EVA 2   | Gennady Padalka Michael R. Barratt | 10 juin 2009 6h55 | 10 juin 2009 7h07 | 12 minutes             |
| EVA 2   | Sortie dans l'intérieur du compartiment Zvezda dépressurisé, pour remplacer l'une des écoutilles en point amarrage du mini module de recherche 2 plus tard cette année. Il s'amarrera automatiquement sur le Zvezda, et pourra servir de point d'amarrage supplémentaire pour les véhicules russes. |                   |                   |                        |